# My Old Duchess
My Old Duchess (o Oh What a Duchess!) è un film del 1933 diretto da Lupino Lane. La commedia che aveva come protagonisti George Lacy e Dennis Hoey, fu il debutto cinematografico per Betty Ann Davies.

## Produzione
Il film fu prodotto dalla British International Pictures (BIP).

## Distribuzione
Distribuito dalla Pathé Pictures International, il film uscì nelle sale cinematografiche britanniche nell'agosto 1933.